# Испанка. История самой смертоносной пандемии
«Испанка. История самой смертоносной пандемии» (англ. The Great Influenza: The Story of the Deadliest Plague in History) — научно-популярная книга Джона М. Барри, в которой исследуется пандемия гриппа 1918 года, одна из самых страшных пандемий в истории человечества.
В книге говорится о первой вспышке гриппа в округе Хаскелл, штат Канзас и распространении инфекции по всему миру вместе с перемещениями войск в ходе Первой мировой войны.
Рассказ об эпидемии «испанки» дан в широком историческом контексте развития медицины как науки, становления медицинского образования и школы медицинских исследований в США.

## Отзывы
В обзоре Journal of Clinical Investigation за 2004 год говорится, что книга «хорошо задумана, хорошо подготовлена и очень хорошо написана» и предназначена для широкой аудитории — врачей, ученых, студентов-медиков и любителей истории. Рецензент The New York Times отметил, что «[автор] ясно объясняет технические аспекты, используя понятные бытовые аналогии»
В предисловии к российскому изданию академик РАН Н. И. Брико отмечает, что «книга представляет собой увлекательное повествование о людях, времени, медицине, инфекционных болезнях … И хотя реалии 1918 сильно отличаются от современных, эта книга — хорошее напоминание, что мы по-прежнему сталкиваемся со многими проблемами, от которых страдали в прошлом».

## Реакция
Летом 2005 года президент Джордж Буш прочитал книгу во время отпуска. Свои впечатления он изложил в речи в ноябре 2005 года о планах федерального правительства по подготовке к будущим пандемиям.
В 2020 году книга пережила всплеск популярности в результате пандемии COVID-19.

## Издания

### На русском языке
- Джон Барри. Испанка. История самой смертоносной пандемии = John M. Barry. The Great Influenza: The Story of the Deadliest Pandemic in History / пер.  Александр Анваер. — М.: Альпина Паблишер, 2021. — 736 с. — ISBN 978-5-9614-3532-0.

### Комментарии
1. ↑  От«испанки» погибло больше людей, чем в Первую мировую войну.